# Innenbandbremse
Die Innenbandbremse ist eine Trommelbremse, bei der ein Bremsband von innen an die Bremstrommel gepresst wird. Die Innenbandbremse wurde überwiegend bei Motorrädern eingesetzt.
1912 beantragte William S. Harley ein Patent auf die Innenbandbremse, die erstmals im Modell X8 von Harley-Davidson von 1912 eingebaut wurde. Der Hersteller Indian kombinierte, ebenfalls im Jahr 1912, die Innenbandbremse mit einer Außenbandbremse. 1917 erhielt u. a. auch H. N. Moore ein Patent auf die Innenbandbremse.
Nach dem Ersten Weltkrieg wurde die Innenbandbremse von der Innenbackenbremse verdrängt. Wenige Hersteller, wie Norbert Riedel mit der Imme, benutzen das Prinzip der Innenbandbremse bei Motorrädern noch nach dem Zweiten Weltkrieg. Andere Beispiele sind der Motorroller Peggy und das Motorrad KR 21 Swing der Victoria-Werke, ebenfalls Riedel-Konstruktionen. 
Die Innenbandbremse soll – gegenüber der Innenbackenbremse – eine gleichmäßigere Verteilung der Bremswirkung im Kreisbogen der Trommel erzielt haben. Dem theoretischen Vorteil, gegenüber der Innenbackenbremse bei gleicher Bremstrommel eine größere Bremsfläche wirksam werden zu lassen, steht jedoch die unerwünschte Selbstverstärkung gegenüber.